# Джеральд Макклеллан
Джеральд Аллен Макклеллан (англ. Gerald Allen McClellan, нар. 23 жовтня 1967, Фріпорт, Іллінойс) — американський професійний боксер, чемпіон світу за версіями WBO (1991-1992) та WBC (1993-1995) у середній вазі.

## Аматорська кар'єра
Джеральд Макклеллан виступав на аматорському рингу впродовж 1985—1988 років. Тренувався у Емануеля Стюарда. В одному з боїв переміг Роя Джонса. Не зумів кваліфікуватися на літні Олімпійські ігри 1988 і перейшов до професійного боксу.

## Професіональна кар'єра
Дебютувавши на професійному рингу, Макклеллан здобув десять перемог поспіль, нокаутуючи суперників у першому-другому раундах. Та наступні два своїх бою він програв за очками. Після цього здобув ще дванадцять перемог поспіль. 20 листопада 1991 року зустрівся в Лондоні в бою за вакантний титул чемпіона світу у середній вазі за малопрестижною на той час версією WBO з Джоном Мугабі (Уганда). Поєдинок тривав менше трьох хвилин і закінчився технічним нокаутом. Макклеллан став чемпіоном світу, але через кілька місяців відмовився від непотрібного йому пояса і, перемігши чотирьох суперників (всіх нокаутом), вийшов 8 травня 1993 року на поєдинок із чемпіоном світу за версією WBC Джуліаном Джексоном, який перед боєм із Макклелланом не програвав сім років. Суперники з перших секунд почали обмінюватися жорсткими ударами. Джексон, переживши кілька жорстких ударів в другому і третьому раундах, капітулював в п'ятому. В середині раунду Макклеллан провів правий прямий, а навздогін — лівий гук, який викинув Джексона за канати. Та чемпіон відразу ж підвівся. Претендент кинувся добивати і провів ще один влучний удар правою прямою. Джексон впав, та знов відразу підвівся, але його повело вздовж канатів, і рефері на рахунок 8 просигналізував про припинення бою. Бій отримав звання нокаут року за версією журналу Ринг.
Макклеллан тричі захистив титул WBC, у всіх боях — достроково у першому раунді, включаючи матч-реванш із Джексоном.
1994 року перед матчем-реваншем із Джексоном Макклеллан підписав контракт з промоутером Доном Кінгом, після чого відмовився від послуг тренера Емануеля Стюарда.
Дон Кінг, плануючи на літо 1995 року супербій у США між Джеральдом Макклелланом і чемпіоном у другій середній вазі за версією IBF Роєм Джонсом, запропонував Макклеллану, щоб завоювати пристойний титул у новій ваговій категорії, провести поєдинок проти чемпіона світу за версією WBC у другій середній вазі Найджела Бенна (Велика Британія).
Бій між Макклелланом і Бенном відбувся у Лондоні 25 лютого 1995 року і закінчився для американця трагічно. Британець був збитий з ніг на першій хвилині першого раунду, але зумів повернутися в бій і, хоч побував ще раз у восьмому раунді в нокдауні, зумів здобути перемогу технічним нокаутом в десятому раунді. В результаті бою з Бенном Макклеллан осліп, має проблеми зі слухом, короткочасну втрату пам'яті та потребує інвалідного крісла. Станом на 2023 рік його опікою зайняті сестри Ліза і Сандра.